# Карвинен, Ширли
Ши́рли Ка́рвинен (фин. Shirly «Sippe» Karvinen; род. 28 ноября 1993, Йювяскюля, Финляндия) — финская фотомодель, победительница конкурса «Мисс Финляндия — 2016»; представляла Финляндию на конкурсе «Мисс Вселенная — 2016».

## Биография
Родилась в 1993 году в Йювяскюля в финско-китайской семье (отец Ари — финн, мать Юн — китаянка).
13 мая 2016 года стала победительницей национального конкурса «Мисс Финляндия» и представляла Финляндию на конкурсе «Мисс Вселенная — 2016». На момент проведения конкурса являлась студенткой университета.
С 2017 по 2020 год работала ведущей радиостанции SuomiRock, принадлежащей холдингу Bauer Media Group. В 2020 году работала на радиостанции Kiss, принадлежащей тому же холдингу. С октября 2020 года по 2022 год вела утреннее шоу на радиостанции Basso, принадлежащей тому же холдингу.
В 2020 году участвовала в шоу «Танцы со звёздами» (Tanssii tähtien kanssa), основанном на британском шоу Strictly Come Dancing. Её партнёром был Яни Расимус.
Участвовала в шестом сезоне реалити-шоу «Выживший» (Selviytyjät Suomi, российская версия — «Последний герой»), показанном в 2021 году. Выиграла главный приз — 30 тысяч евро.
В 2022 году выпустила песню «En osaa».
Вела третий сезон реалити-шоу «Холостяк», основанном на американском шоу The Bachelor.

## Личная жизнь
В 2022 году объявила об отношениях с певицей Санни. Пара рассталась в 2025 году.